# الحمیدیه، عجمان
ال حمیدیه، اجمان یک منطقهٔ مسکونی در امارات متحده عربی است که در عجمان واقع شده‌است.

## خصوصیات
ال حمیدیه ۱۳٫۷۲ متر بالاتر از سطح دریا واقع شده‌است.